# 硯朴站
硯朴站（：／ Yeonbak yeok */?）曾为韩国铁路忠北线上的一个车站，位于公田站和凤阳站之间，启用时间和废止时间不明。